# دهستان میان‌دورود کوچک
دهستان میاندورود کوچک، دهستانی است از توابع بخش مرکزی شهرستان ساری در استان مازندران.
جمعیت این دهستان بر اساس سرشماری سال ۱۳۹۵ در حدود (۱۰٬۲۱۵ خانوار) ۳۰٬۶۷۳ نفر است.